# Laurence Stassen
Pour les articles homonymes, voir Stassen.
Laurence Stassen, née le 8 février 1971, est une ancienne député européenne néerlandaise. 

## Biographie
Membre du Parti pour la liberté jusqu'au 21 mars 2014, puis sans étiquette, elle ne fait partie d'aucun groupe. Elle est candidate en Angleterre en mai 2014 mais n'est pas réélue. Elle est membre de la commission du marché intérieur et protection des consommateurs. Est président de la section provinciale du parti dans le Limbourg.